# Omstigning til fremtiden
|  | Denne artikel er oprettet af botten PalnaBot ud fra en ekstern database. Den kan derfor have sproglige fejl eller mangler. Denne skabelon kan fjernes efter kontrol af indholdet. |

Omstigning til fremtiden er en dokumentarfilm fra 1952 instrueret af Nicolai Lichtenberg efter manuskript af Theodor Christensen.

## Handling
Filmen fortæller historien om en ung mand, som er træt af livet på landet og derfor køber en enkeltbillet til København - uden at have sikret sig job eller bolig. Han får arbejde og bor i nogen tid hos en ven, men senere går det galt - det lavere storbyliv tiltrækker ham, og en dag ender han på Kofoeds Skole. Skolens arbejdssystem skildres i detaljer, og vi bliver gjort bekendt med andre menneskeskæbner. Nogen kommer på ret køl, andre ikke. Formålet med filmen er, at få de unge til at tænke sig om to gange, før de forlader landet til fordel for en usikker tilværelse i storbyen.